# Suore oblate della Provvidenza
Le Suore Oblate della Provvidenza (in inglese Oblate Sisters of Providence) sono un istituto religioso femminile di diritto pontificio: le suore di questa congregazione pospongono al loro nome la sigla O.S.P.

## Storia
La congregazione venne fondata a Baltimora il 2 luglio 1829 dal sulpiziano James Joubert de la Muraille (1777-1843) e da Mary Elizabeth Lange (1780?-1882) per l'istruzione e l'educazione cristiana delle ragazze di colore.
L'approvazione della Santa Sede giunse nel 1831. Grazie al sostegno dell'arcivescovo James Whitfield le suore della comunità riuscirono a superare l'iniziale diffidenza dei cattolici americani, che non accettavano il fatto che donne nere indossassero l'abito religioso: le suore si diffusero presto anche in altre diocesi americane con l'aiuto del missionario redentorista Thaddeus Anwander.

## Attività e diffusione
Le Oblate della Provvidenza si dedicano a varie opere di assistenza e apostolato (istruzione, catechesi), soprattutto presso le comunità afroamericane e ispanoamericane.
Oltre che negli Stati Uniti d'America (Florida, Maryland, New York), sono presenti in Costa Rica: la sede generalizia (Our Lady of Mount Providence Convent) è a Baltimora.
Al 31 dicembre 2005 l'istituto contava 89 religiose in 5 case.